# Leszczotka dwurożka
Leszczotka dwurożka, widłogonka dwurożka, dziwaczka dwurożka (Furcula bicuspis) – gatunek motyla z rodziny garbatkowatych. Zamieszkuje Eurazję. Gąsienice żerują na brzozach, olszach i osikach. Osobniki dorosłe aktywne nocą.

## Taksonomia
Gatunek ten opisany został po raz pierwszy w 1790 roku przez Moritza Balthasara Borkhausena pod nazwą Bombyx bicuspis.

## Morfologia

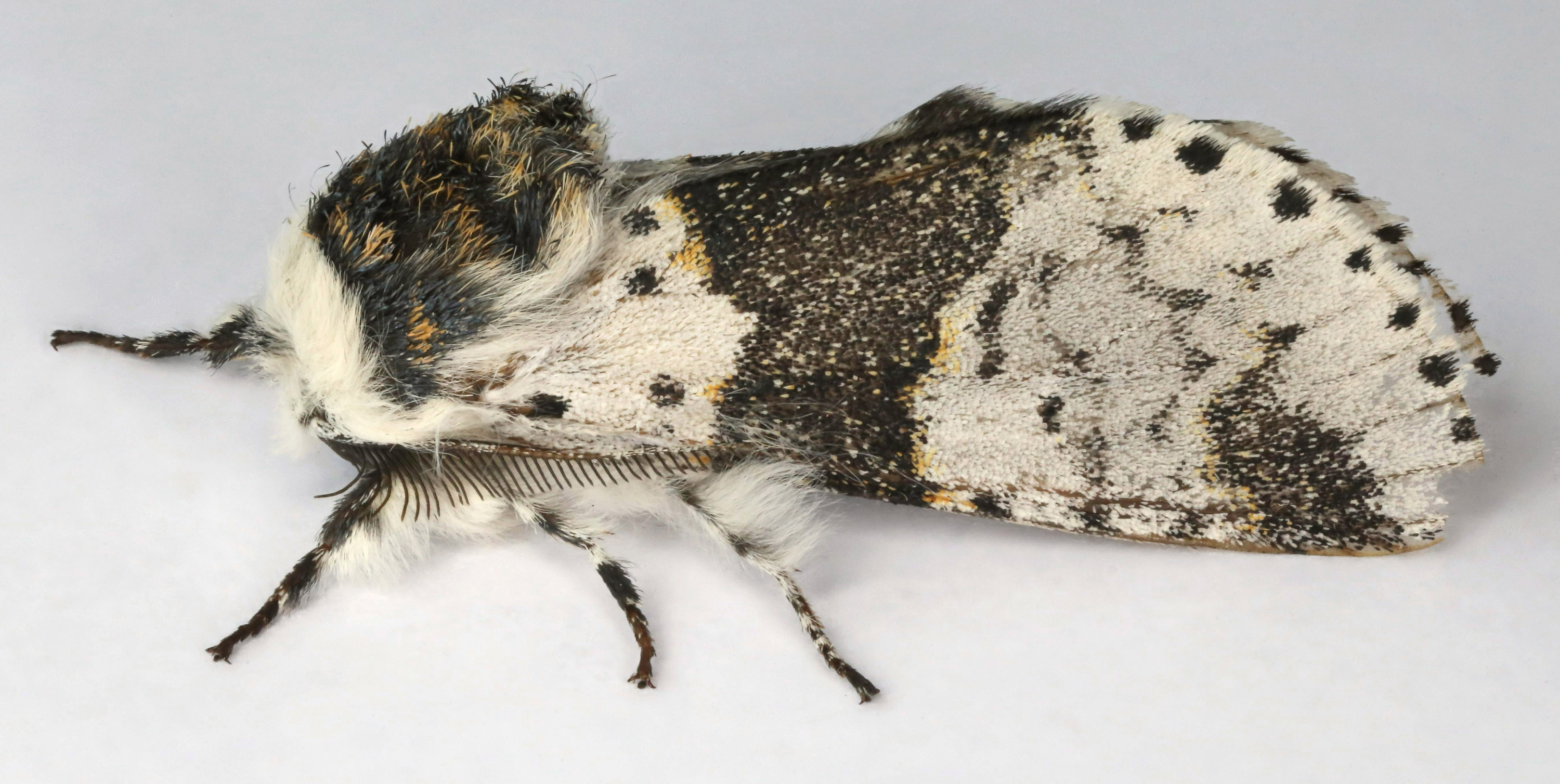
Imago w spoczynku

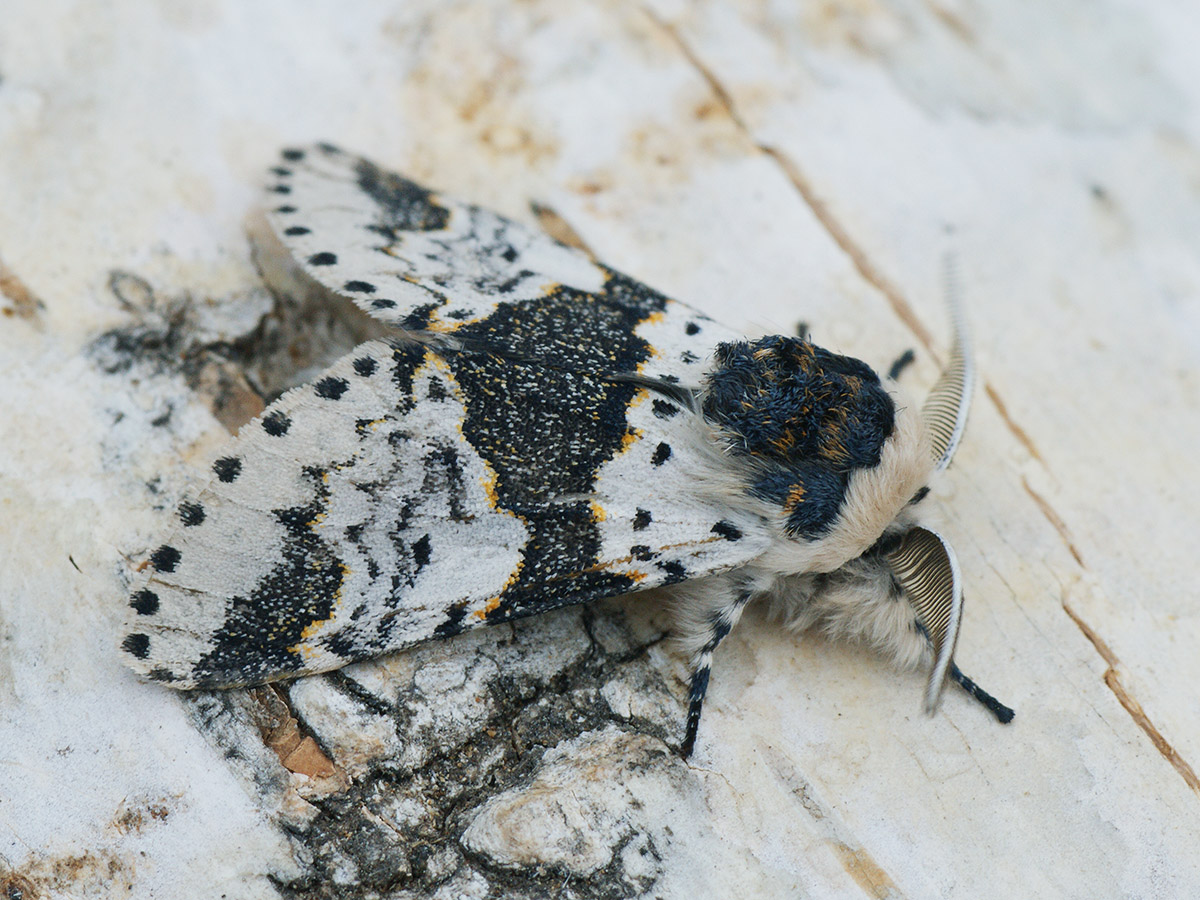
Imago zamaskowane na pniu brzozy

### Owad dorosły
Motyl o krępym ciele i rozpiętości skrzydeł sięgającej od 35 do 38 mm. Głowa jest zaopatrzona w słabo owłosione oczy złożone, bardzo krótkie głaszczki, natomiast pozbawiona jest przyoczek i ssawki. Czułki nie osiągają połowy długości przedniego skrzydła i wykazują dymorfizm płciowy w budowie, będąc wyraźnie grzebykowanymi u samca, zaś u samicy mając krótsze ząbki. Szeroki tułów ma gęste owłosienie i nieodstające tegule. Skrzydło przedniej pary osiąga od 15 do 17,5 mm długości i ma białe tło i białą strzępinę. Na tle tym występują: szarobrunatna przepaska środkowa i takiej barwy plama wierzchołkowa, obie obrzeżone czarnymi prążkami oraz częściowo żółtopomarańczowymi plamkami, trzy ciemno zabarwione, równoległe do siebie i ostro ząbkowane na żyłkach linie zlokalizowane w polu zewnętrznym, na zewnątrz od przepaski środkowej oraz bardzo wyraźne czarne plamki, rozmieszczone między żyłkami, przy brzegu zewnętrznym skrzydła. Silne zwężenie się przepaski środkowej przy przednim brzegu skrzydła odróżnia ten gatunek od podobnej leszczotki dwojaczki. Owalne skrzydło tylnej pary ma białe tło i słabo zaznaczoną ciemną plamę w komórce środkowej. Odnóża są gęsto porośnięte wełnistymi włoskami. Odwłok również jest gęsto owłosiony.

### Stadia rozwojowe
Jaja mają kształt półkulisty i osiągają między 1,2 a 1,4 mm średnicy. Nie są przykrywane łuskami z odwłoka samicy. Ubarwienie zarówno chorionu, jak i reszty jaja jest czarne. Powierzchnia chorionu podzielona jest na duże komórki z ostrymi zmarszczkami na dnie. Na rozetkę mikropylową składa się od 11 do 17 komórek.
Gąsienica ostatniego stadium ma ubarwienie zielone z brunatnym znakiem za głową, brunatnym siodłem oraz brunatnozielonymi widełkami na wierzchołku odwłoka. Barwa jej ciała ciemnieje do brudnobrązowej przed przepoczwarczeniem.

## Ekologia i występowanie
Owad ten zasiedla wilgotne lasy liściaste i mieszane, zarośla, parki oraz torfowiska, tak wysokie jak i niskie. Gąsienice są foliofagami żerującymi na liściach brzóz (w tym brodawkowatej i omszonej), olszach (w tym czarnej) i topoli osice. Okres lotu motyli trwa od drugiej połowy maja do pierwszej połowy lipca, zaś okres żerowania gąsienic od lipca do sierpnia. Zimowanie odbywa się w stadium poczwarki. Owady dorosłe nie pobierają pokarmu i są aktywne nocą. Przylatują do sztucznych źródeł światła. Za dnia przesiadują na pniach drzew i konstrukcjach drewnianych.
Gatunek palearktyczny. W Europie znany jest z Hiszpanii, Wielkiej Brytanii, Francji, Belgii, Luksemburgu, Holandii, Niemiec, Szwajcarii, Austrii, Włoch, Danii, Szwecji, Norwegii, Finlandii, Estonii, Łotwy, Litwy, Polski, Czech, Słowacji, Węgier, Białorusi, Ukrainy, Rumunii, Bułgarii, Chorwacji, Bośni i Hercegowiny, Serbii, Czarnogóry oraz europejskiej części Rosji. W Azji zamieszkuje Ural, Syberię i Rosyjski Daleki Wschód. W Polsce jest owadem nierzadko spotykanym, ale lokalnym. Z kolei na „Czerwonej liście gatunków zagrożonych Republiki Czeskiej” umieszczony został ze statusem gatunku narażonego na wyginięcie (VU). 